# 日岡神社
日岡神社（ひおかじんじゃ）は、兵庫県加古川市加古川町大野にある神社。式内社で、旧社格は郷社。

## 概要
兵庫県南部、加古川左岸の丘陵南麓に鎮座する。この丘陵は古くから「日岡」と称され、一帯の地名「加古」の由来伝承にも関係する。
「日岡の神」について古くは奈良時代の『播磨国風土記』にも記述が見え、古代から信仰された古社になる。現在では、祭神の天伊佐佐比古命が播磨稲日大郎姫命（第12代景行天皇皇后）の安産祈願をしたとする社伝に基づき、安産の神として東播磨地域で広く信仰されている。
江戸時代の伝説によれば、加古川左岸の基幹用水である五ヶ井用水の建設事業は、日向明神（日岡の神）と聖徳太子が共同で行ったものであると伝えられる。これは、鎌倉時代末期の1300年代から1310年代にかけて、後に後醍醐天皇の腹心となる真言律宗（真言律宗は聖徳太子信仰が根強い）・真言宗の僧侶の文観房弘真が行った修築事業が伝説化したものであるとする説がある。また、文観の祖父の一人は日岡神社の神主であったとも言われる。

## 祭神
現在の祭神は次の5柱。
主祭神
- 天伊佐佐比古命（あめのいささひこのみこと）

配祀神
- 豊玉比売命（とよたまひめのみこと）
- 鸕鶿草葺不合命（うがやふきあえずのみこと）
- 天照皇大御神（あまてらすおおみかみ）
- 市杵島比売命（いちきしまひめのみこと）

日岡神社の祭神には歴史的に変遷が見られる。まず、古くは霊亀元年（715年）頃の成立になる『播磨国風土記』賀古郡条では、日岡に坐す神について大御津歯命（おおみつはのみこと）の子の伊波都比古命（いはつひこのみこと）と記されている。一方、延長5年（927年）成立の『延喜式』神名帳における祭神の記載は1座で、同帳では「日岡坐天伊佐佐比古神社」すなわち「日岡（地名）に鎮座する天伊佐佐比古神の社」と記され、祭神は天伊佐佐比古神とされている。
下って宝暦12年（1762年）の『播磨鑑』では正殿に玉依姫命・左に鸕鶿草葺不合命・右に伊佐々彦命と記される状況となっていたが（由来伝承は創建節参照）、その後は上記の『延喜式』に見える天伊佐佐比古命に復している。この「天伊佐佐比古」は古典史料に見えない神で、日岡神社の古文書も天正6年（1578年）の兵火で焼失しているため、由来は詳らかではない。一説として天伊佐佐比古を彦五十狭芹彦（ひこいさせりひこ：吉備津彦命の本名）に比定し、『古事記』孝霊天皇記に見える吉備津彦の派遣伝承と関連付ける説もあるが、それを疑問視する説もあって定かではない。
なお近年の社伝では、播磨稲日大郎姫命（はりまのいなびのおおいらつめのみこと：第12代景行天皇皇后）による大碓命・小碓命（ヤマトタケル）ら双子出産に際し、祭神の天伊佐佐比古命はその安産祈願をしたとしており、現在では安産の神としても信仰されている。

## 歴史

### 創建
創建は不詳。社伝によれば、神武天皇東征の際に荒振神が悪行を催して悩ませたが、国津神の伊佐々辺命が謀を奏したため、荒振神を退治することができた。しかし伊佐々辺命は戦死してしまったため、天皇は戦勝を祈った玉依姫・草不合命の2柱（神武天皇の父母）に伊佐々辺命を配して、これら3柱を奉斎したとする。一方で根拠は詳らかではないが、天平2年（730年）の創建とする説もある。

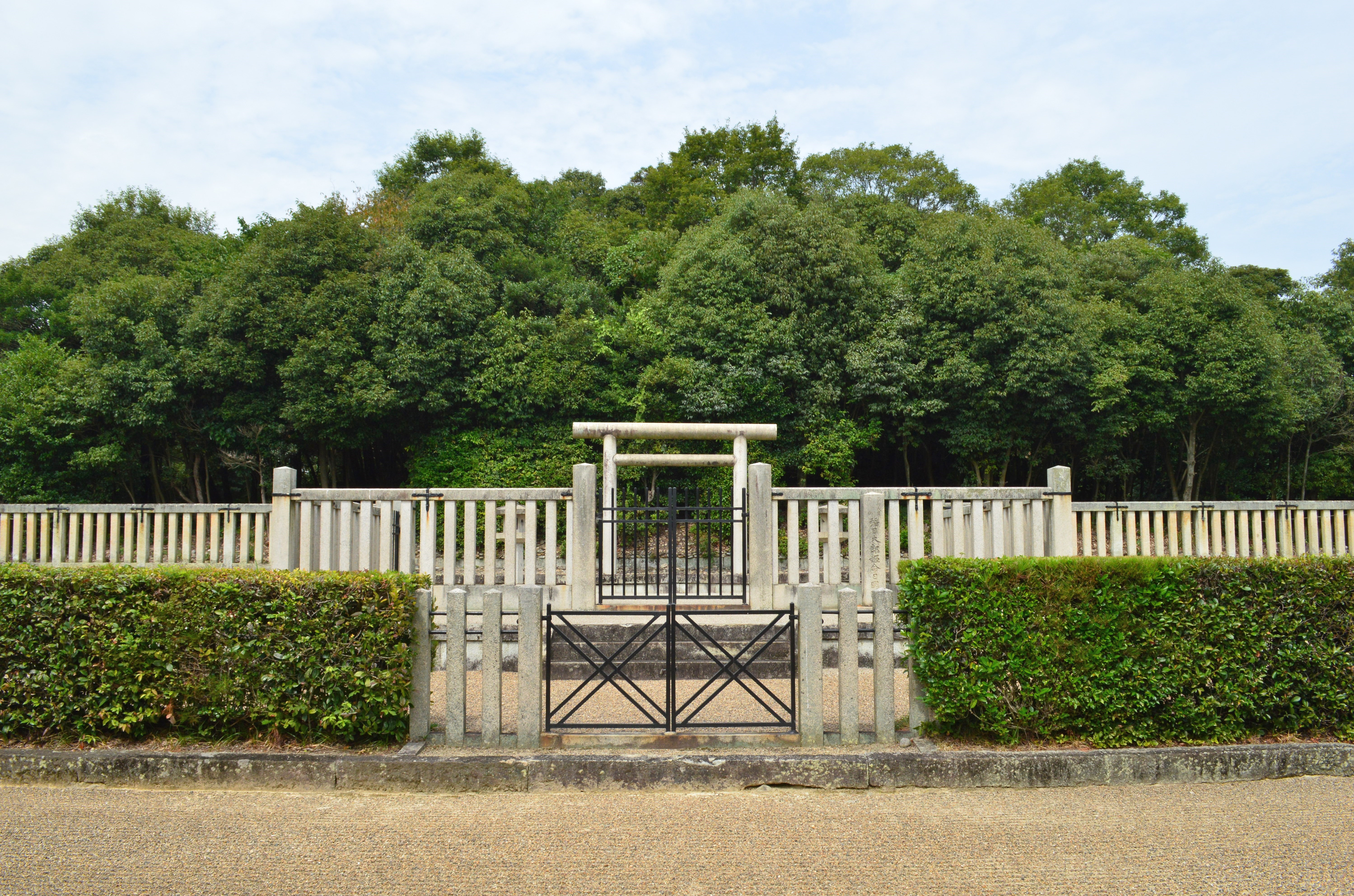
日岡陵古墳（播磨稲日大郎姫命陵）

境内は日岡山の南麓に位置するが、この日岡山には古墳時代前期から中期の古墳群（日岡古墳群/日岡山古墳群）の分布が知られる。中でも代表的な日岡陵古墳（前方後円墳、墳丘長約85.5メートル）については、『播磨国風土記』賀古郡条にみえる「褶墓（ひれはか）」と関連付ける説があり、それに基づいて現在では景行天皇皇后の播磨稲日大郎姫命の陵に治定されている。

### 概史
文献では、前述のように霊亀元年（715年）頃の成立になる『播磨国風土記』賀古郡条で、日岡に鎮座する神についての言及が見える。
延長5年（927年）成立の『延喜式』神名帳では播磨国賀古郡に「日岡坐天伊佐佐比古神社」と記載され、式内社に列している。
天正6年（1578年）には兵火で社殿および旧記を焼失したといい、それ以前の状況は詳らかでない。『峯相記』（鎌倉時代-南北朝時代）に「日向大明神」と記されて以後は、社名には「日向」の呼称も使用されたという。
近世には、慶長6年（1601年）に池田輝政から社領5石の寄進を受けたほか、慶長7年（1602年）に日向宮山について禁制が出されている。また、明和元年（1764年）には大野村・河原村・溝口村の人により社殿が再建されたという。
明治維新後、明治7年（1874年）2月に近代社格制度において郷社に列した。社殿は明治3年（1870年）に改築・再建されていたが、昭和44年（1969年）に火災で焼失し、昭和46年（1971年）に現在の社殿が再建された。社名は近世頃には「正一位日向大明神」と称され、明治以降に「日岡神社」と改称したが、現在でも地元では「日向さん」のほか「大野さん」や「日岡さん」と通称されている。

## 五ヶ井建設伝説
江戸時代に著された「五ヶ井由来記」（明暦3年（1657年）10月頃成立？）が語る伝説によれば、加古川の下流域左岸の基幹となる井筋である五ヶ井用水は、日向明神（日岡神社の神）と聖徳太子が心を合わせて築いたものであるという。その合意は、日向山の近くの「荒ヶ瀬二つ橋」で行われたため、この橋のことを「談合橋」という別名で呼ぶようになったといわれる。
日本史研究者の金子哲は、13世紀末から14世紀半ばに活躍した真言律宗・真言宗の僧侶で後醍醐天皇の腹心だった文観房弘真は、祖父の一人が日岡神社の神主だった可能性もあるのではないか、としている。また、この時代に行われたとみられる五ヶ井用水の修築事業は、文観が1300年代から1310年代にかけて、真言律宗の本部である奈良の西大寺からの支援に加えて、日岡神社など地元の勢力からの助力も受けて行ったのではないかと主張している。そして、「五ヶ井由来記」の説話は、日岡神社の勢力と聖徳太子信仰が強かった真言律宗西大寺の勢力が、文観を通じて共同で修築事業を行ったという記憶が伝説化した残滓なのではないか、と推測している。

## 境内

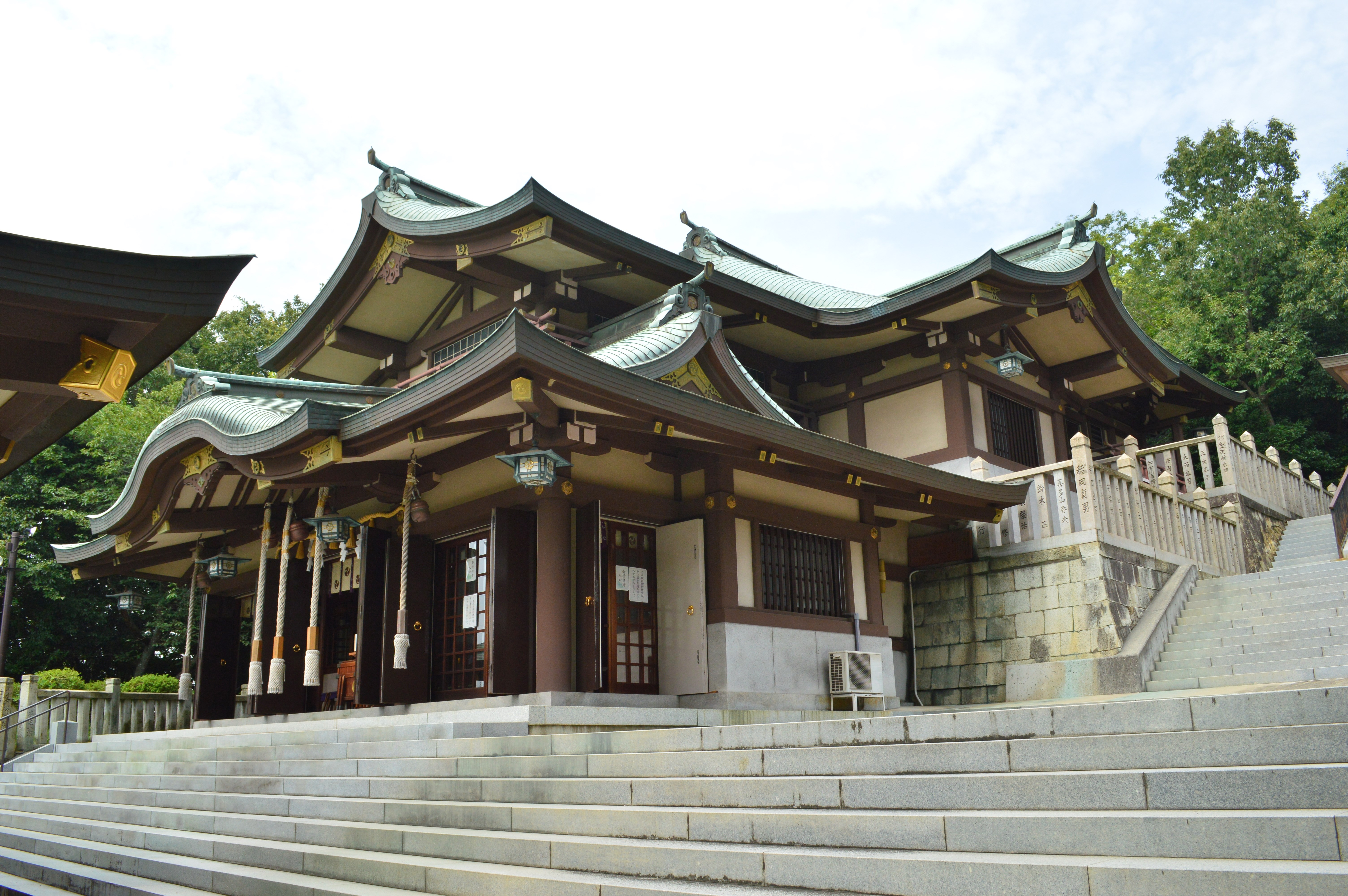
社殿本殿・内拝殿ほか。

社殿は昭和46年（1971年）の再建による。鉄筋コンクリート製の権現造である。

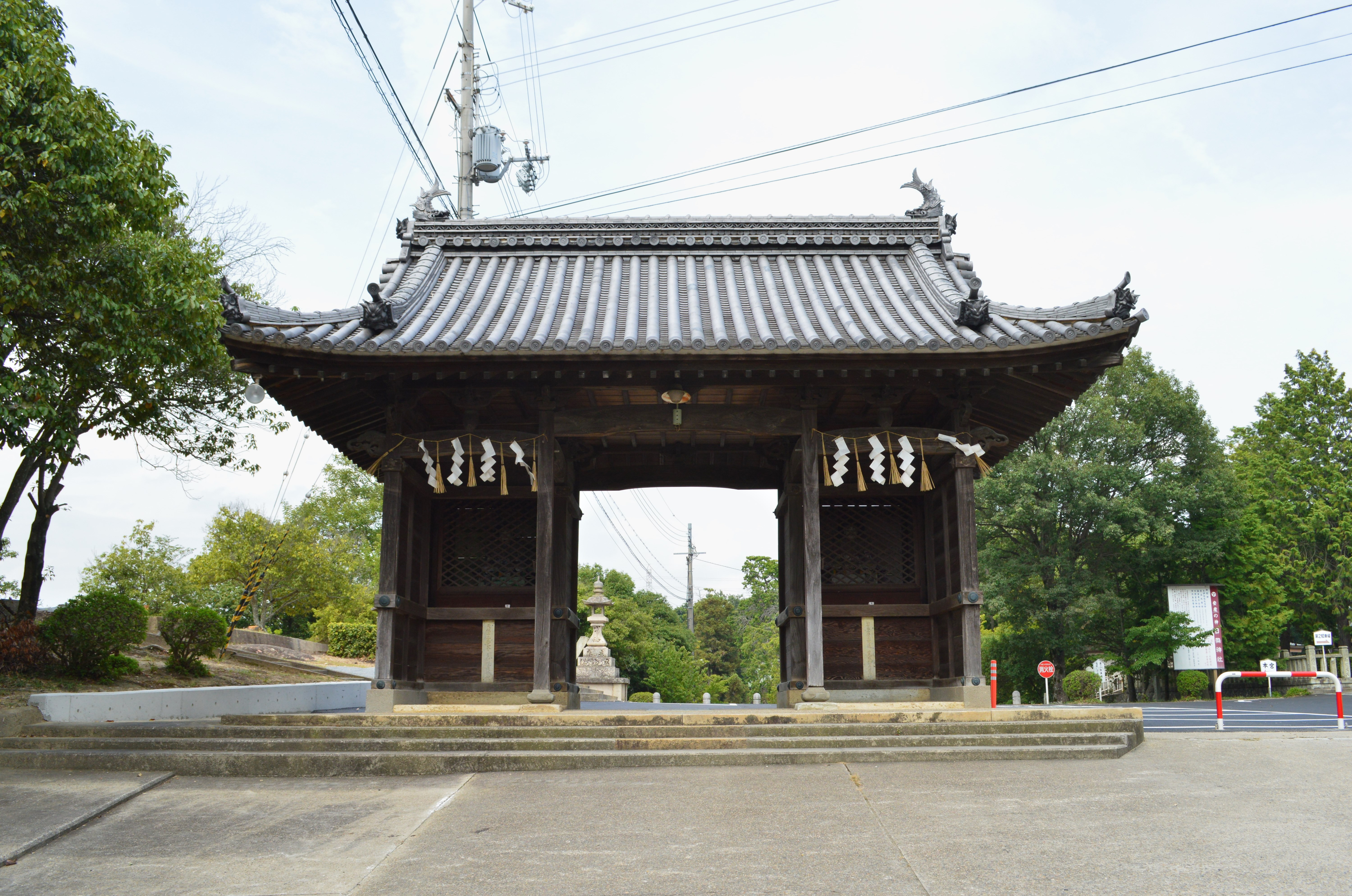
随身門
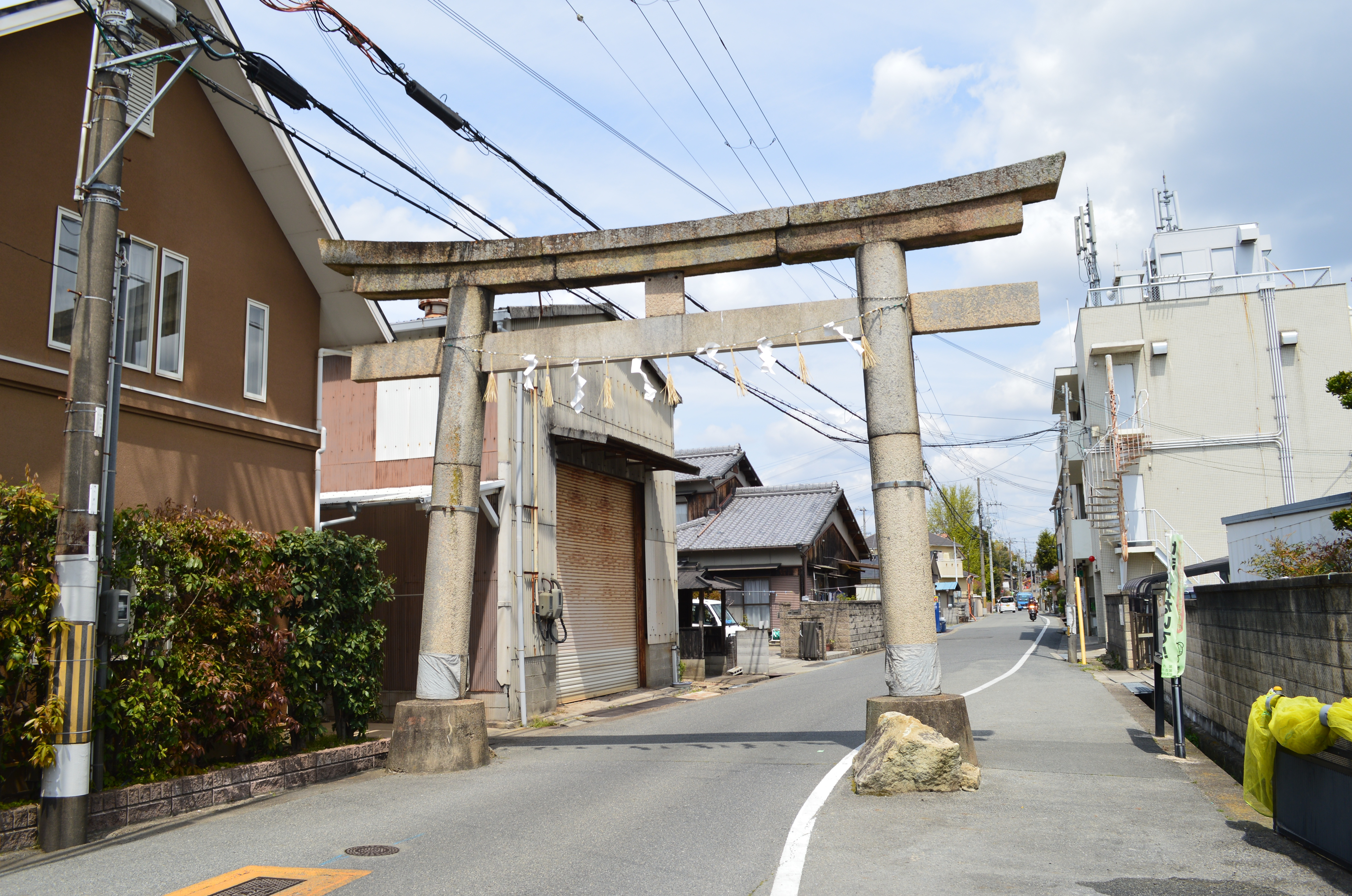
大鳥居

## 摂末社

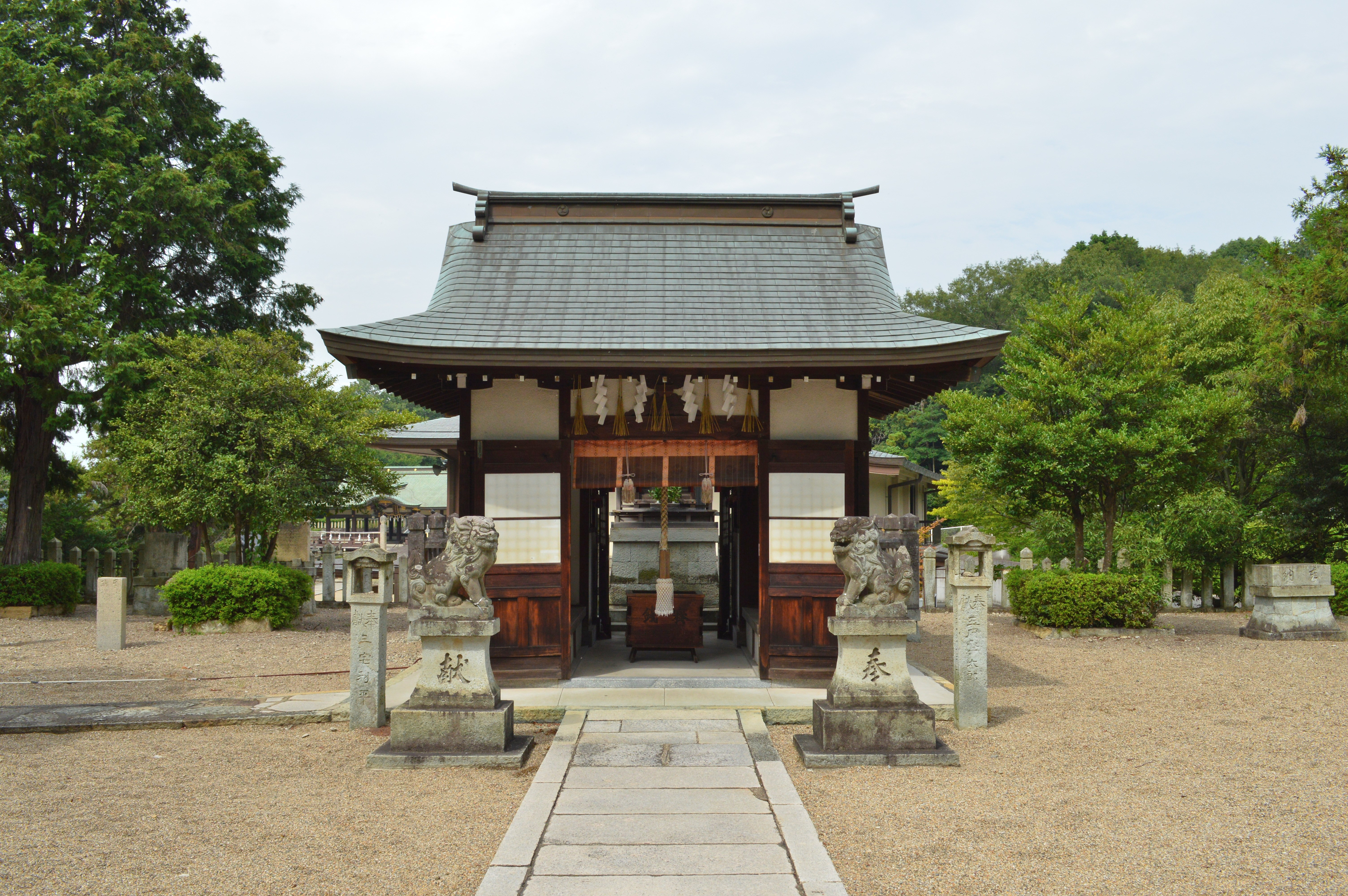
居屋河原日岡神社
（大鳥居神社）

- 居屋河原日岡神社（大鳥居神社） - 祭神：天伊佐々彦命。昭和46年（1971年）7月に加古川市加古川町寺家町居屋河原にあった居屋河原日岡神社が遷座。他の境内社より規模は大きい。
- 高御位神社 - 祭神：大己貴命・事代主命。本社に向かって右後方に鎮座。社殿は流造。
- 天満神社 - 祭神：少名毘古那命・菅原道真。本社に向かって左横に鎮座。社殿は流造。
- 恵美須神社 - 祭神：蛭子命。本社に向かって左横に鎮座。社殿は神明造。
- 稲荷神社 - 祭神：保食神。本社に向かって左横に鎮座 。社殿は流造。
- 住吉神社 - 祭神：上筒男命・中筒男命・底筒男命。境内入口近くに鎮座する石祠。
- 熊野神社 - 祭神：伊弉諾尊・伊弉册尊。境内入口近くに鎮座する石祠。

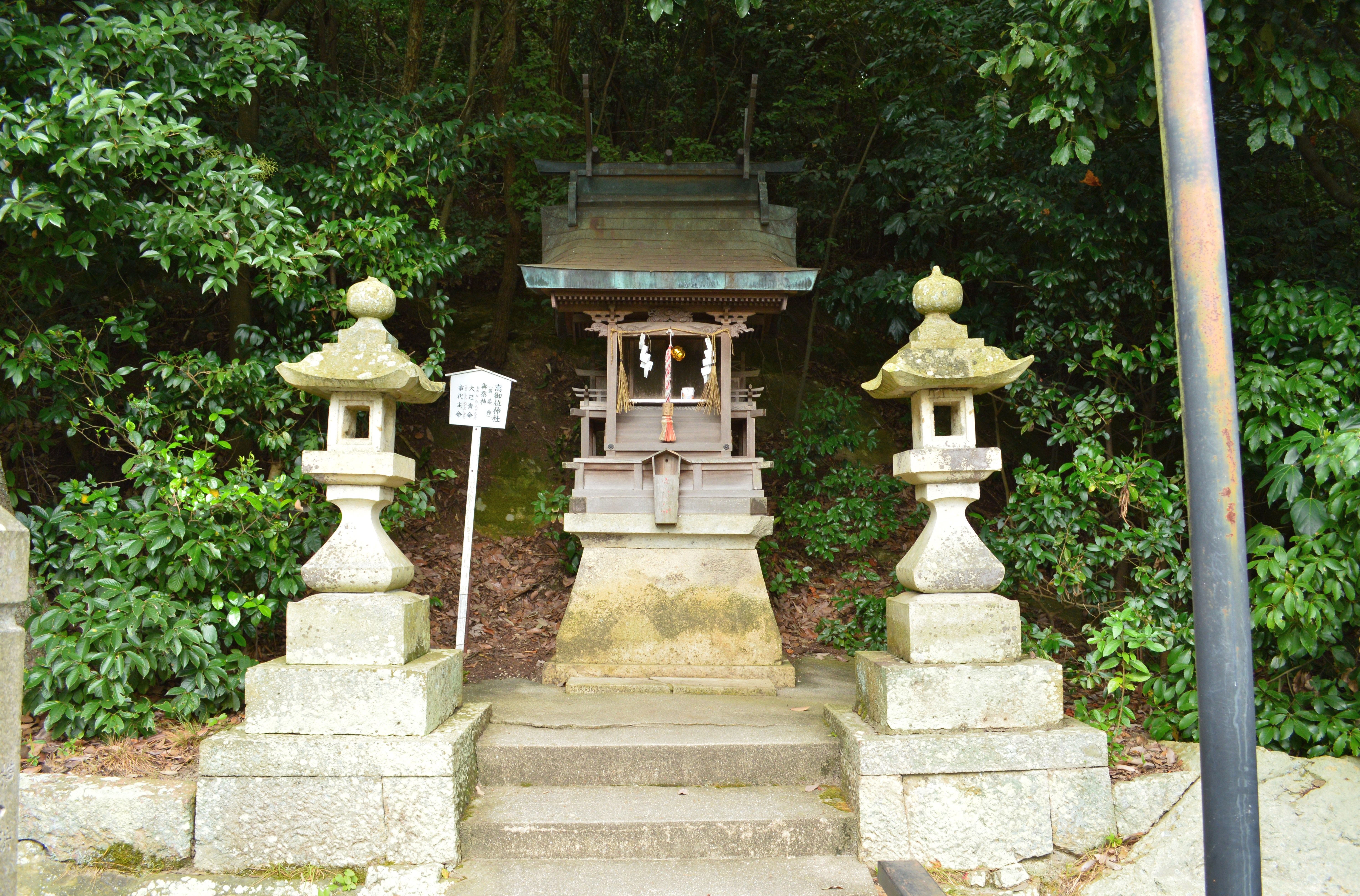
高御位神社
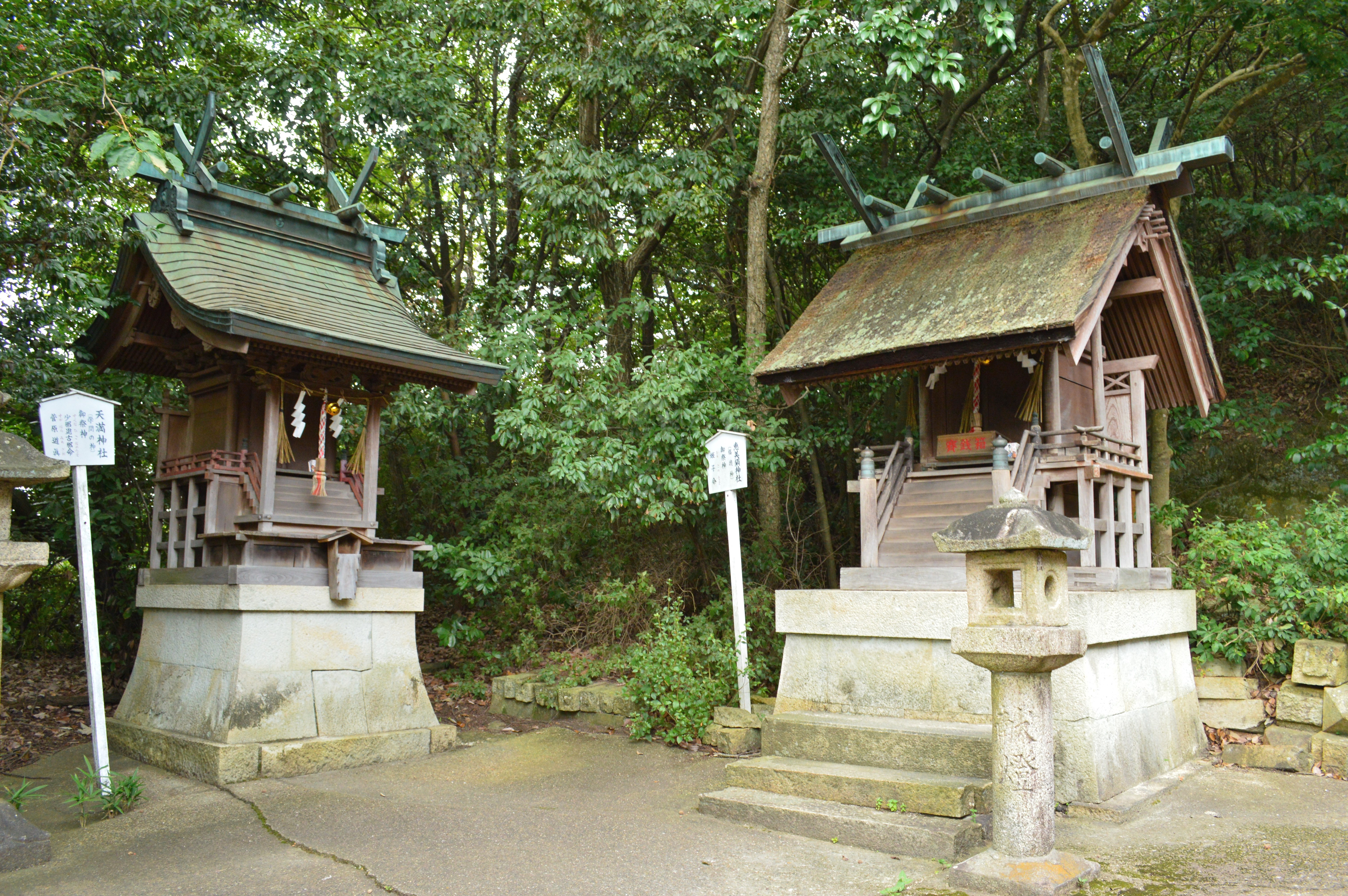
天満神社（左）と恵美須神社（右）
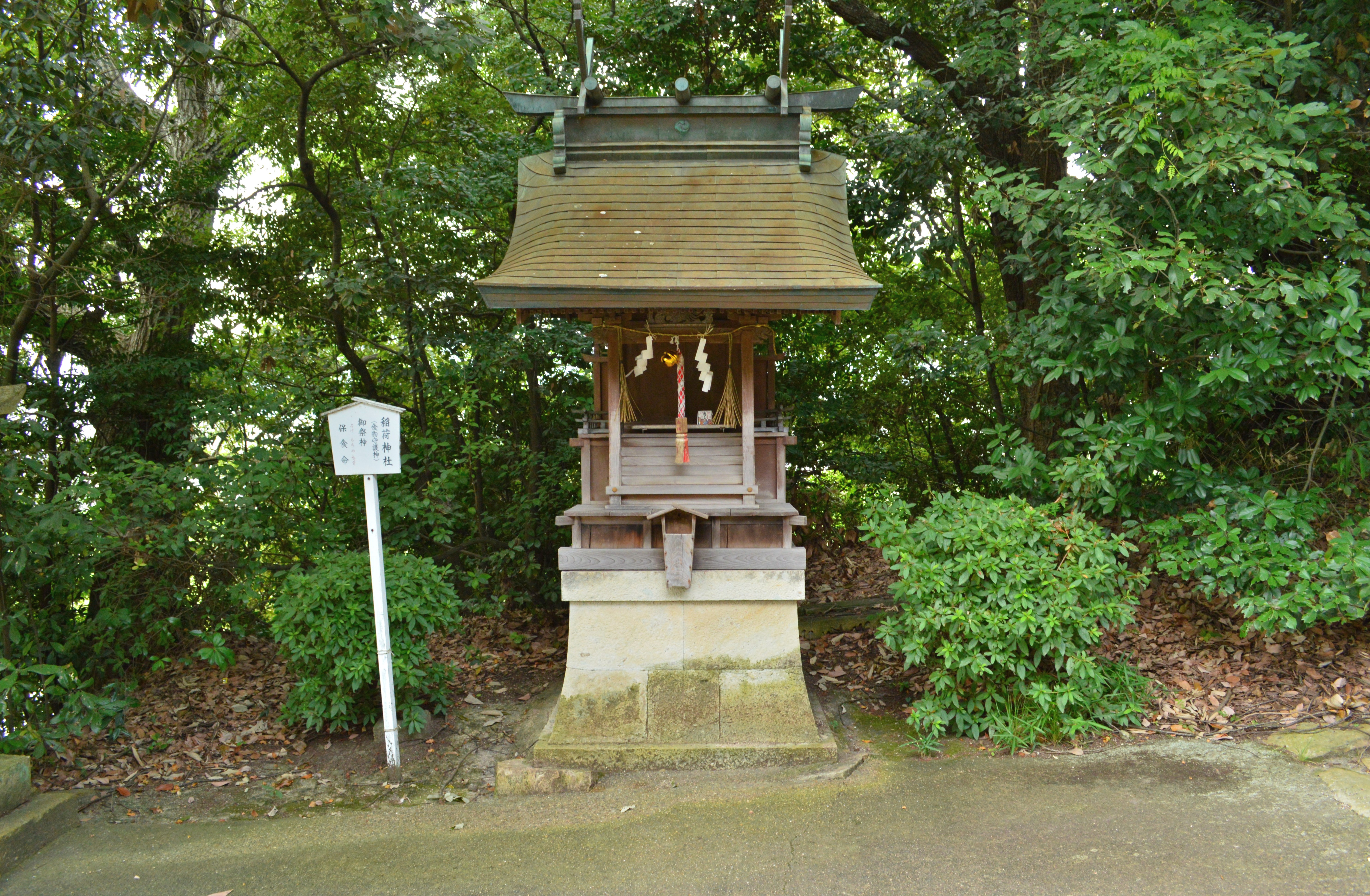
稲荷神社
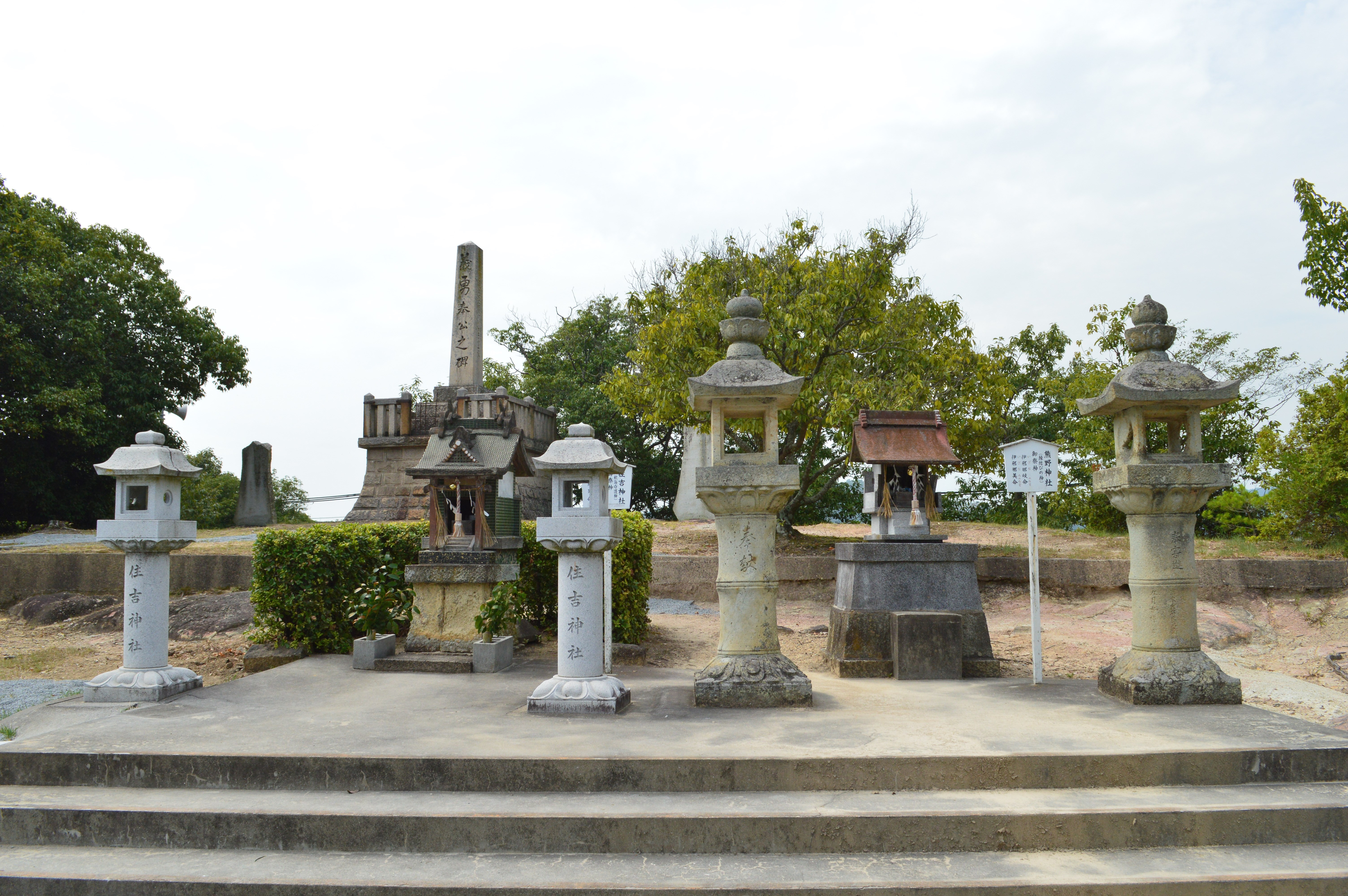
住吉神社（左）と熊野神社（右）

## 祭事
日岡神社で年間に行われる祭事は次の通り。
- 毎月
  - 月次祭（毎月1日）
- 1月
  - 歳旦祭（1月1日）
  - 元始祭（1月3日）
  - とんど祭（1月15日）
- 2月
  - 初午祭
  - 厄除祭
  - 亥巳籠（いみごもり）
特殊神事。天伊佐佐比古命が稲日大郎姫命の安産祈願として7日間忌み籠ったことに由来する神事と伝える（別説に玉依姫・草不合命2柱の鎮座祭に由来する神事[4]）。旧暦正月の亥日から巳日にかけて行われ、この期間は神社では音が禁じられ、忌み明けの巳日には的射の神事が行われる[12][2]。
  - 祈年祭（2月17日）
- 6月
  - 夏越祭（大祓式）（6月最終土日）
- 10月
  - 例祭（10月第2土日）
- 11月
  - 七五三参り
- 12月
  - 大祓式（12月31日）

## 現地情報
所在地
- 兵庫県加古川市加古川町大野字日岡山1755

交通アクセス
- 鉄道：西日本旅客鉄道（JR西日本）加古川線 日岡駅（徒歩約6分）
- 車：駐車場あり

周辺
- 日岡山古墳群
  - 日岡陵古墳（播磨稲日大郎姫命 日岡陵）

## 関連文献
- 兼本雄三 「近世地方社の祭祀構造 播磨国加古郡日向大明神の「亥巳籠」」『民俗の歴史的世界（御影史学研究会民俗学叢書7）』岩田書院、1994年。
- 兼本雄三 『近世村落祭祀の構造と変容（御影史学研究会民俗学叢書11）』岩田書院、1998年。